# The Promised Neverland
The Promised Neverland (約束のネバーランド, Yakusoku no Nebārando) is een mangaserie waarvan eveneens een gelijknamige anime is vervaardigd en een light novel.
De manga is geschreven door een Japanse mangaka die het pseudoniem Kaiu Shirai voert en wier echte naam onbekend is. De illustraties zijn verzorgd door de Japanse illustrator Posuka Demizu. De serie werd gepubliceerd in het jongensweekblad Shūkan Shōnen Janpu, van augustus 2016 tot en met juni 2020, in hoofdstukken, in twintig tankōbon. In 2017 won de manga de 63e Shogakukan Manga-prijs in de shōnen-categorie.
Het eerste seizoen van de animeserie, gebaseerd op de manga, werd positief ontvangen, het tweede seizoen werd minder goed ontvangen, waarbij vooral veel kritiek werd geuit op de gehaaste afwerking en de versimpelde vertelling ten opzichte van de manga.

## Samenvatting

### Scene
In een wereld waarin wezens met bewustzijn wonen, die behoren tot verschillende soorten, bestaat een vredesverdrag die "De Belofte" wordt genoemd. Deze overeenkomst was gesloten om een einde te maken aan een lange oorlog tussen mensen en de zogenoemde demonen. De Belofte was een overeenkomst tussen de mensen en de demonen waarin was bepaald dat iedere soort in hun respectievelijke 'werelden' zouden leven; enerzijds: de mensenwereld, vrij van de dreiging door demonen, en anderzijds: de demonenwereld, alwaar mensenfokkerijen waren opgezet om voedsel te produceren voor de demonen. Door mensen te eten kunnen demonen hun eigenschappen overnemen, wat voorkomt dat ze degenereren in hersenloze monsters. In de demonenwereld werd een speciaal fokprogramma opgezet onder het mom van weeshuizen. Deze weeshuizen stonden op omheinde terreinen en werden geleid door een mens; een volwassen vrouw. Zij werd "Moeder" genoemd en het was haar taak om ervoor te zorgen dat de kinderen zo intelligent als mogelijk zouden opgroeien. Deze kinderen hadden een identificatienummer getatoeëerd op de zijkant van hun hals en waren onwetend over de buitenwereld. Ze geloofden dat ze wezen waren en wanneer ze een bepaalde leeftijd of intelligentie bereikte, zouden worden geadopteerd. In werkelijkheid zouden ze worden gevoerd aan hooggeplaatste demonen.

### Plot
In het jaar 2045, 1.000 jaar nadat "De Belofte" was overeengekomen, woont in het weeshuis Grace Field House, de 11-jarige, intelligente, en vrolijke Emma. Zij woont daar met 37 andere wezen. aldaar leiden zij een idyllisch leven, met voldoende voedsel, zachte bedden, schone kleding, spelletjes, en de liefde van hun "Moeder", Isabella. Hun educatie wordt beschouwd als een belangrijk deel van hun ontwikkeling. Emma en haar twee beste vrienden Norman en Ray, excelleren altijd in hun reguliere examens. De wezen hebben volledige vrijheid, maar zijn verboden om zich te begeven buiten het hek dat het weeshuis en het bijbehorende terrein omringt, tevens mogen ze niet naar de poort die leidt naar de buitenwereld.
Op één avond wordt een meisje, Conny genaamd, weggevoerd om te worden 'geadopteerd'. Emma en Norman merken op dat Conny haar favoriete knuffel heeft vergeten mee te nemen. Ze rennen achter Moeder Isabella aan die Conny naar de poort begeleidt om de knuffel te brengen. Echter bij de poort treffen zij het levenloze lichaam aan van Conny in de achterbak van een vrachtwagen. Emma en Norman zijn bang en vol ongeloof, wanneer ze horen dat iemand eraan komt duiken ze weg onder de vrachtwagen. Aldaar horen ze demonen spreken, samen met Moeder en zo komen ze achter de waarheid van hun bestaan in het weeshuis, namelijk om te worden gefokt als vlees voor demonen. Het weeshuis blijkt een fokkerij te zijn en zij zijn de handelswaar.
Emma, Norman, en Ray plannen een uitbraak van het weeshuis met de kinderen. Maar dan wordt Norman 'geadopteerd'. Emma en Ray besluiten dan om te ontsnappen met een aantal van hun oudere broers en zusters, de jongere kinderen achterlatend met het plan hun later te redden. Het lukt hen om te ontsnappen, maar ze komen er al snel achter dat het leven buiten het weeshuis vol is van gevaren. Ze komen demonen tegen in alle vormen en soorten, zo ook Mujika en Sonju, die hen juist helpen om hun doel te bereiken. Emma en Ray ontmoeten later tot hun verrassing Norman en zijn medestanders met wie hij was ontsnapt van een instituut alwaar er onderzoeken werden gedaan op mensen. Gezamenlijk vechten ze tegen de demonenkoningin Legravalima en de mens Peter Ratri die het mensenfokprogramma leidde. Uiteindelijk, door haar doorzettingsvermogen, stelt Emma de toekomst van alle kinderen veilig door "De Belofte" te vernieuwen. Ze brengt hen allen naar de mensenwereld om daar verder te leven in vrijheid.

## Inspiratie
Mangaka Kaiu Shirai liet zich inspireren door kinderfolkloreverhalen van over heel de wereld en computerspelen. Shirai heeft ook verteld dat een deel van het verhaal afkomstig is uit nachtmerries die hij had als kind nadat hij het sprookje van Hans en Grietje had gelezen en verhalen waarin kinderen werden gegeten. Hij vroeg zich af of de monsters hun problemen zouden kunnen oplossen als ze mensen zouden fokken net als vee.
| Al deze angsten, ideeën, invloeden, zijn samengekomen. Dit is hoe het verhaal van The Promised Neverland tot stand is gekomen. — Kaiu Shirai |

Illustrator Demizu stelt dat de Japanse folklore en monsters (yōkai) een primaire bron van inspiratie waren, maar ook Europese sprookjes als Roodkapje en Hans en Grietje. Tevens waren van invloed: Monster van Naoki Urasawa, het Ghibli-universum, en de films: Escape from Alcatraz (1979); Papillon (1973); The Great Escape (1963); en de Amerikaanse serie Prison Break.
De setting van de serie is gestileerd naar het Victoriaans tijdperk, Shirai wilde de lezer in verwarring brengen en hen op een verkeerd spoor zetten door hen te laten denken dat het verhaal zich afspeelt in een Engels weeshuis in de 19e eeuw. Hij wilde ook voorkomen dat het verhaal zich afspeelt in een specifiek tijdsframe. Hij had geen specifieke reden om te kiezen voor Engeland, maar de naam Grace Field House geschreven in het Engels sprak hem aan.

## Concept en thema
Met betrekking tot de titel Neverland, de Engelse variant van: Nooitgedachtland, het fictionele eiland van Peter Pan, gecreëerd door de Schotse auteur J.M. Barrie, stelde Shirai dat het een magische plek is alwaar kinderen plezier hebben, maar dat de helft een duistere en gevaarlijke plek is. Shirai probeerde het contrast tussen de kinderlijke onbezorgde speelsheid enerzijds en de duistere dreigende schaduwen anderzijds te beschrijven in The Promised Neverland.
Ondanks het duistere thema wilde Shirai zijn manga publiceren in het weekblad Shūkan Shōnen Janpu in plaats van in een seinen-weekblad, een blad specifiek gericht op jongemannen. Shirai wilde dit omdat zijns inziens de plot niet is gerelateerd aan leeftijd, ook als de thema's van het verhaal duister zijn en hij zag geen reden om de tijdschriftlezers een verhaal te onthouden vanwege arbitrair redactioneel beleid. Hij voegde daar aan toe dat de mangaserie typische shōnenthema's heeft, zoals: elkaar bijstaan en jezelf overwinnen. Shirai besloot dat de hoofdkarakters kinderen moesten zijn omdat het tijdschrift vooral wordt gelezen door jonge lezers, wat het gemakkelijker maakt voor de lezers zich te identificeren met de karakters.

## Verfilming
In 2020 is de verfilming van de anime uitgekomen, onder de titel: Yakusoku no Neverland, van regisseur Yûichirô Hirakawa. De film is tot stand gekomen in samenwerking met mangaka Kaiu Shirai, illustrator Posuka Demizu en scriptschrijfster Noriko Gotô.